# Seznam vojnih letalstev sveta
Seznam vojnih letalstev sveta.

## A
- Afganistan
  - Afghanistansko vojno letalstvo
- Albanija
  - Albansko vojno letalstvo - Forcave Ajrore
- Alžirija
  - Alžirsko vojno letalstvo - Al Quwwat aljawwija aljaza'eriiya
- Angola
  - Angolsko vojno letalstvo - Força Aérea Populare de Angola
- Argentina
  - Argentinsko vojno letalstvo - Fuerza Aérea Argentina
- Armenija
  - Armensko vojno letalstvo
- Avstralija
  - Kraljevo avstralsko vojno letalstvo - Royal Australian Air Force
- Avstrija
  - Avstrijsko vojno letalstvo - Österreichische Luftstreitkräfte
- Azerbajdžan
  - Azerbajdžansko vojno letalstvo

## B
- Bahami
  - Kraljeve bahamske obrambne sile
- Bahrajn
  - Kraljevo bahrajnsko vojno letalstvo
- Bangladeš
  - Bangladeško vojno letalstvo - Bangladesh Biman Bahini
- Barbados
  - Barbadoške obrambne sile
- Belgija
  - Belgijsko vojno letalstvo - Belgishe Luchtmacht oz. Force Aérienne Belge
- Belize
  - Belizejske obrambne sile
- Benin
  - Beninsko vojno letalstvo - Force Aérienne Populaire de Benin
- Butan
  - Butansko vojno letalstvo
- Bolgarija
  - Bulgarsko vojno letalstvo - Български Военно въздушни Сили - (Bulgarski Voenno Vzdushni Sili)
- Bolivija
  - Bolivijsko vojno letalstvo - Fuerza Aérea Boliviana
- Botsvana
  - Botsvanske obrambne sile
- Brazilija
  - Brazilsko vojno letalstvo - Força Aérea Brasileira
- Brunej
  - Kraljevo vojno letalstvo Bruneja - Angkatan Tentera Udara Diraja Brunei
- Burkina Faso
  - Vojno letalstvo Burkina Fasa - Force Aérienne de Burkina Faso
- Borundija
  - Burundijsko vojno letalstvo - Force Armée du Burundi

## C
- Capa Verde
  - Vojno letalstvo Capa Verde - Forza Aerea Caboverdaine
- Centralnoafriška republika
  - Vojno letalstvo Centralnoafriške republike - Force Aérienne Centrafricaine
- Costa Rica
  - Vojno letalstvo Costa Rice - Servicio de Vigilancia Aérea

## Č
- Čad
  - Čadsko vojno letalstvo - Force Aérienne Tchadienne
- Češka
  - Češko vojno letalstvo - Vzdušné síly armády České republiky

## D
- Danska
  - Dansko vojno letalstvo - Flyvevåbnet
- Džibuti
  - Džibutsko vojno letalstvo - Force Aérienne du Djibouti
- Dominikanska republika
  - Vojno letalstvo Dominikanske republike - Fuerza Aérea Dominicana

## E
- Ekvador
  - Ekvadorsko vojno letalstvo - Fuerza Aérea Equatoriana
- Egipt
  - Egiptovsko vojno letalstvo - Al Quwwat Al Jawwiya Il Misriya
- Eritreja
  - Eritrejsko vojno letalstvo
- Estonija
  - Estonsko vojno letalstvo - Eesti Õhuvägi
- Etiopija
  - Etiopsko vojno letalstvo - Ye Ithopya Ayer Hayl

## F
- Fidži
  - Vojaške sile Republike Fidži
- Filipini
  - Filipinsko vojno letalstvo - Hukbong Himpapawid ng Pilipinas
- Finska
  - Finsko vojno letalstvo - Ilmavoimat
- Francija
  - Francosko vojno letalstvo - Armée de l'Air

## G
- Gabon
  - Gabonsko vojno letalstvo - Armée de l'Air Gabonaise
- Gambija
  - Gambijsko vojno letalstvo
- Gruzija
  - Gruzijsko vojno letalstvo
- Gana
  - Gansko vojno letalstvo
- Grčija
  - Grško vojno letalstvo - Πολεμική Αεροπορία - Polemiki Aeroporia
- Gvatamala
  - Gvatamalsko vojno letalstvo - Fuerza Aérea Guatemalteca
- Gvineja
  - Gvinejsko vojno letalstvo - Force Aerienne de Guinee
- Gvineja-Bissau
  - Vojno letalstvo Gvineja-Bissau - Força Aérea da Guine-Bissau
- Gvajana
  - Gvajansko vojno letalstvo

## H
- Haiti
  - Haitsko vojno letalstvo - Corps d'Aviation d'Garde d'Haiti
- Hrvaška
  - Hrvaško vojno letalstvo - Hrvatsko Ratno Zrakoplovstvo i Protuzracna Obrana
- Honduras
  - Hondursko vojno letalstvo - Fuerza Aérea Hondureña

## I
- Indija
  - Indijsko vojno letalstvo - Bharatiya Vayu Sena
- Indonezija
  - Indonezijsko vojno letalstvo - Tentara Nasional Indonesia Angkatan Udara
- Iran
  - Iransko vojno letalstvo
- Irak
  - Iraško vojno letalstvo
- Irska
  - Irsko vojno letalstvo - Aer Chór na hÉireann
- Islandija
  - Islandsko vojno letalstvo - Landhelgisgaeslan Islands
- Italija
  - Italijansko vojno letalstvo - Aeronautica Militare Italiana
- Izrael
  - Izraelsko vojno letalstvo - חיל האוויר - Heyl Ha'Avir

## J
- Jamajka
  - Jamajško vojno letalstvo
- Japonska
  - Japonsko samoobramba letalska sila - Nihon Koku-Jieitai
- Jemen
  - Jemensko vojno letalstvo
- Jordanija
  - Jordanijsko kraljevo vojno letalstvo - Al Quwwat al-Jawwiya Almalakiya al-Urduniya
- Republika Južna Afrika
  - Južnoafriško vojno letalstvo - Suid-Afrikaanse Lugmag
- Južna Koreja
  - South Korean Air Force

## K
- Kambodža
  - Kamboško kraljevo vojno letalstvo - Force Aérienne Royale Cambodge'
- Kamerun
  - Kamerunsko vojno letalstvo - Armée de l'Air du Cameroun
- Kanada
  - Kanadsko kraljevo vojno letalstvo - Royal Canadian Air Force
- Kazahstan
  - Kazahstansko vojno letalstvo
- Kenija
  - Kenijsko vojno letalstvo
- Kuvajt
  - Kuvajtsko vojno letalstvo
- Kirgizistan
  - Kirgizistansko vojno letalstvo
- Ljudska republika Kitajska
  - Kitajsko vojno letalstvo - 解放军空军
- Kolumbija
  - Kolumbijsko vojno letalstvo - Fuerza Aérea Colombiana
- Komoros
  - Komoroško vojno letalstvo - Aviation Militaire Comorienne
- Kongo
  - Vojno letalstvo Konga - Force Aérienne du Congo
- Kuba
  - Kubansko vojno letalstvo - Fuerza Aérea Revolucionaria

## L
- Laos
  - Laotian Air Force
- Latvija
  - Latvian Air Force - Latvijas Gaisaspeki
- Lesoto
  - Lesotho Defence Force
- Libanon
  - Lebanese Air Force - Al Quwwat al-Jawwiya al-Lubnamia
- Liberija
  - Army aviation - Liberian Army Air Wing
- Libija
  - Libyan Air Force - Al Quwwatal Jawwiya al Jamahiriya al Arabia al Libyya
- Litva
  - Lithuanian Air Force - Karinės Oro Pajėgos
- Luksemburg
  - NATO Airborne Early Warning Force

## M
- Madagaskar
  - Malagasy Air Force - Armée de l'Air Malgache
- Madžarska
  - Hungarian Air Force - Magyar Légierö
- Makedonija
  - Macedonian Air Force - Военно Воздухопловство и Противвоздушна Одбрана - Voeno Vozduhoplovstvo i Protivvozdushna Odbrana
- Malavi
  - Army aviation - Malawi Army Air Wing
- Malezija
  - Royal Malaysian Air Force - Tentera Udara Diraja Malaysia
- Mali
  - Mali Air Force - Force Aerienne de la Republique du Mali
- Malta
  - Armed Forces of Malta
- Maroko
  - Royal Moroccan Air Force - Alkowat al malakiya al jawiya
- Mavretanija
  - Mauritanian Air Force - Force Aérienne de la Islamique de Mauritanie
- Mavritis
  - Mauritius Coast Guard
- Mehika
  - Mexican Air Force - Fuerza Aérea Mexicana
  - Mexican naval aviation - Fuerza Aeronaval
- Moldavija
  - Moldova Air Force
- Mongolija
  - Mongolian Air Force
- Mozambik
  - Mozambique Air Force - Força Aérea de Moçambique

## N
- Namibija
  - Namibian Air Force
- Nemčija
  - German Air Force - Luftwaffe
  - German naval air arm - Marineflieger
  - German army aviation - Heeresflieger
- Nepal
  - Royal Nepal Army Air Wing
- Nizozemska
  - Royal Netherlands Air Force - Koninklijke Luchmacht
  - Netherlands naval aviation - Marineluchtvaartdienst
- Nova Zelandija
  - Royal New Zealand Air Force
- Nikaragva
  - Nicaraguan Air Force - Fuerza Aerea de Nicaragua
- Niger
  - Niger Air Force - Force Aérienne du Niger
- Nigerija
  - Nigerian Air Force
- Severna Koreja
  - North Korean Air Force
- Norveška
  - Royal Norwegian Air Force - Kongelige Norske Luftforsvaret

## O
- Oman
  - Royal Oman Air Force - Al Quwwat al-Jawwiya al-Sultanat Oman
- Organizacija vzhodnih karibskih držav
  - Regional Security System

## P
- Pakistan
  - Pakistani Air Force - Pakistan Fiza'ya
- Panama
  - Panamanian Air Force - Servicio Aéreo Nacional
- Papa Nova Gvineja
  - Papua New Guinea Defence Force
- Paragvaj
  - Paraguay Air Force - Aeronautica Militar Paraguaya
- Peru
  - Peruvian Air Force - Fuerza Aérea del Perú
  - Peruvian naval aviation - Fuerza Aviación Naval del Peru
  - Peruvian army aviation - Ejército del Perú
- Poljska
  - Polish Air Force - Wojska Lotnicze i Obrony Powietrznej
  - Polish naval aviation - Lotnictwo Marynarki Wojennej
- Portugalska
  - Portuguese Air Force - Força Aérea Portuguesa

## Q
- Qatar
  - Qatar Air Force

## R
- Romunija
  - Romanian Air Force - Fortele Aeriene Române
- Rusija
  - Vojno letalstvo Rusije - Военно-Воздушные Силы - Voyenno Vozdushniye Sili
  - Rusko mornariško letalstvo - Авиация Военно-Морской Флота - Aviatsiya Voyenno-Morskoyo Flota
- Ruanda
  - Rwandan Air Force - Force Aérienne Rwandaise

## S
- Salvador
  - Salvadorsko vojno letalstvo - Aviación del Ejército Equatoriana
- Saudova Arabija
  - Royal Saudi Air Force - Al Quwwat al Jawwiya as Sa'udiya
- Sejšeli
  - Seychelles Island Development Company
- Senegal
  - Senegalese Air Force - Armée de L'Air du Senegal
- Srbija
  - Vojno letalstvo in zračna obramba Srbije - Ratno Vazduhoplovstvo i Protiv Vazdušna Odbrana
- Sierra Leone
  - Sierra Leone Defence Force
- Singapur
  - Republic of Singapore Air Force
- Slovaška
  - Slovak Air Force - Velitelstvo Vzdušnych Sil
- Slovenija
  - Slovenska vojska - Letalstvo Slovenske vojske
- Somalija
  - Somali Air Corps - Cuerpo Aeronautica della Somalia
- Sudan
  - Sudanese Air Force - Al Quwwat al-Jawwiya As-Sudaniya
- Surinam
  - Suriname Air Force - Surinaamse Luchtmacht
- Svaziland
  - Swazi Air Force
- Sirija
  - Syrian Air Force - Al Quwwat al-Jawwiya al Arabiya as-Souriya
- Slonokoščena obala
  - Côte d'Ivoire Air Force - Force Aérienne de la Cote d'Ivoire

## Š
- Španija
  - Španskovojno letalstvo - Ejército del Aire
  - Spanish naval aviation - Arma Aérea de la Armada
  - Spanish army aviation - Fuerzas Aeromoviles del Ejército de Tierra
- Šrilanka
  - Šrilansko vojno letalstvo
- Švedska
  - Swedish Air Force - Flygvapnet
  - Army and Navy aviation has been merged and placed under the Air Force
- Švica
  - Švicarsko vojno letalstvo - Flugwaffenbrigade

## T
- Tajvan (Republic of China)
  - Republic of China Air Force - 中華民國空 - Chung-Kuo Kung Chuan
- Tadžikistan
  - Tajik Air Force
- Tanzanija
  - Tanzanian Air Force - Jeshi la Wanachi la Tanzania
- Tajska
  - Kraljevo tajsko vojno letalstvo - Kong Thab Akat Thai)
- Togo
  - Togolese Air Force - Force Aérienne Togolaise
- Trinidad in Tobago
  - Trinidad & Tobago Defence Force
- Tunizija
  - Tunisian Air Force - Al Quwwat al-Jawwiya al-Jamahiriyah At'Tunisia
- Turčija
  - Turkish Air Force - Türk Hava Kuvvetleri
- Turkmenistan
  - Turkmenistan Air Force

## U
- Uganda
  - Ugandan Air Force
- Ukrajina
  - Ukrainian Air Force - Военно-Воздушные Силы - Voyenno Vozdushniye Sili
  - Ukrainian naval aviation - Авиация Военно-Морской Флота - Aviatsiya Voyenno-Morskoyo Flota
- Urugvaj
  - Uruguayan Air Force - Fuerza Aerea Uruguaya
- Uzbekistan
  - Uzbekistan Air Force

## V
- Venezuela
  - Venezuelan Air Force - Fuerza Aérea Venezolana
  - Venezuelan naval aviation - Aviación Naval de Venezuela
  - Venezuelan army aviation - Ejército Venezolana
- Vietnam
  - Vietnamese Air Force - Khong Quan Nhan Dan

## Z
- Zambija
  - Zambian Air Force
- Združeni arabski emirati
  - United Arab Emirates Air Force
- Združeno kraljestvo Velike Britanije in Severne Irske
  - Royal Air Force
    - (Formerly) Royal Flying Corps and Royal Naval Air Service

  - Fleet Air Arm
    - Formerly part of the RAF

  - Army Air Corps
- Združene države Amerike
  - United States Air Force
    - (Formerly United States Army Air Force)
      - (Formerly United States Army Air Corps)

  - United States Navy
  - United States Marine Corps
  - United States Coast Guard
- Zimbabve
  - Air Force of Zimbabwe

Predloga:Airlistbox